# 吉本明子
吉本 明子（よしもと あきこ、1963年〈昭和38年〉2月4日 - ）は、日本の労働・厚生労働官僚。元愛知県副知事、元小松市助役。

## 来歴
岐阜県岐阜市出身。岐阜県立加納高等学校を経て、1985年（昭和60年）3月、東京大学経済学部を卒業。
1984年（昭和59年）10月、国家公務員採用上級試験（甲種・経済）に合格。翌年4月、労働省に入省し、労働省大臣官房政策調査部労働経済課に配属。入省後、人事院の留学制度でハーバード大学に2年間留学した経験を持つ。
職業安定局高齢・障害者対策部高齢者雇用対策課課長補佐、同局雇用政策課建設・港湾対策室室長補佐、女性局女性政策課課長補佐、雇用均等・児童家庭局総務課課長補佐、職業能力開発局総務課基盤整備室長、同局育成支援課長、労働基準局勤労者生活部勤労者生活課長、雇用均等・児童家庭局雇用均等政策課長、職業能力開発局総務課長、厚生労働省大臣官房審議官、中央労働委員会事務局審議官などを歴任。週40時間労働制の実現に向けた労働基準法の改正や最低賃金制度の法改正などに携わった。
この他、小松市で助役、秋田県で商工労働部職業安定課長、自治省で行政局公務員部公務員課課長補佐、農林水産省で経営局女性・就農課長、同局普及・女性課長などを務め、2013年には女性として初めて愛知県副知事に就任した。
2018年（平成30年）7月31日、人材開発統括官に就任。
2019年（令和元年）7月9日、中央労働委員会事務局長に就任。2021年（令和3年）10月1日、退任。
2022年（令和4年）2月1日、ボストンコンサルティンググループ シニアアドバイザーに就任。
同年 6月28日、トーエネック社外取締役に就任。
2023年6月29日、宝ホールディングス株式会社社外監査役に就任。
2024年5月1日、NHK情報公開・個人情報保護審議委員会委員
同年6月27日、住友精化株式会社社外取締役に就任。

## 年譜
- 1984年（昭和59年）10月 - 国家公務員採用上級試験（甲種・経済）に合格[1]。
- 1985年（昭和60年）
  - 3月 - 東京大学経済学部を卒業[1]。
  - 4月 - 労働省に入省し、労働省大臣官房政策調査部労働経済課に配属[1]。
- 1986年（昭和61年）4月 - 愛知県労働部職業安定課[1]
- 1987年（昭和62年）4月 - 労働省職業安定局雇用保険課[1]
- 1989年（平成元年）7月 - 派遣行政官長期在外研究員（アメリカ合衆国）[1]
- 1991年（平成3年）6月 - 労働省労働基準局賃金時間部労働時間課[1]
- 1993年（平成5年）7月 - 労働省職業安定局高齢・障害者対策部高齢者雇用対策課課長補佐[1]
- 1994年（平成6年）7月 - 秋田県商工労働部職業安定課長[1]
- 1996年（平成8年）4月 - 労働省職業安定局雇用政策課建設・港湾対策室室長補佐[1]
- 1997年（平成9年）4月 - 自治省行政局公務員部公務員課課長補佐[1]
- 1999年（平成11年）7月 - 労働省女性局女性政策課課長補佐[1]
- 2001年（平成13年）
  - 1月 - 厚生労働省雇用均等・児童家庭局総務課課長補佐[1]
  - 7月 - 小松市助役[1]
- 2003年（平成15年）7月 - 厚生労働省職業能力開発局総務課基盤整備室長[1]
- 2004年（平成16年）7月 - 農林水産省経営局女性・就農課長[1]
- 2005年（平成17年）10月 - 農林水産省経営局普及・女性課長[1]
- 2007年（平成19年）
  - 7月 - 厚生労働省職業能力開発局育成支援課長[1]
  - 8月 - 厚生労働省労働基準局勤労者生活部勤労者生活課長[1]
- 2009年（平成21年）8月 - 厚生労働省雇用均等・児童家庭局雇用均等政策課長[1]
- 2012年（平成24年）9月 - 厚生労働省職業能力開発局総務課長[1]
- 2013年（平成25年）7月 - 愛知県副知事[1]
- 2015年（平成27年）
  - 7月 - 厚生労働省大臣官房審議官（労災担当）[1]
  - 10月 - 厚生労働省大臣官房審議官（雇用均等・児童家庭、少子化対策担当）[1]
- 2017年（平成29年）7月 - 厚生労働省中央労働委員会事務局審議官（調整、企画広報担当）[1]
- 2018年（平成30年）7月 - 人材開発統括官[1][3]
- 2019年（令和元年）7月 - 中央労働委員会事務局長[3]
- 2021年（令和3年）10月 - 退任[7]
- 2022年（令和4年）2月 -  ボストンコンサルティンググループ シニアアドバイザー就任
- 同年 6月 - トーエネック社外取締役 就任
- 2023年  (令和5年)  6月 - 宝ホールディングス社外監査役 就任